# ドラえもん みんなで遊ぼう!ミニドランド
『ドラえもん みんなで遊ぼう!ミニドランド』（ドラえもん みんなであそぼう!ミニドランド）はエポック社より2003年7月18日に発売されたニンテンドー ゲームキューブ用ゲームソフト。
エポック社がパブリッシングを行った現時点で最後の『ドラえもん』コンピュータゲームであり、ゲーム開発はアジェンダ、プログラムはエルイーディー、キャラクターモデリングはG-style、音楽はJOE DOWN STUDIOで製作された。

## 概要
ドラえもん達が未来のテーマパーク、ミニドランドで遊ぶアクションゲーム。今作は4人同時プレイ可能。ゲーム中のキャラクターは、トゥーンシェーディングで描かれている。アニメ版で見られるようなコミカルな動作や可愛らしい仕草が、滑らかに再現されている。ひみつ道具も多数登場し、ひみつ道具ごとに敵キャラクターのダメージモーションが変化する。
始めに遊ぶ人数を決め、キャラクターをドラえもん、のび太、ジャイアン、スネ夫、しずかの中から選びステージを選択する。ステージは、6つあり、クリアごとに増えていく。ミチビキエンジェルのアドバイスを受けながら、ひみつ道具を上手く使い分けて、行く先で立ちふさがるモンバーンとゲームで勝負しアトラクションを攻略していく。ステージクリア毎に、攻略の状況によってランク付けされ、そのランクによって、ひみつ道具が増えていく。また、ステージ中に登場するミニドラを捕まえると隠しステージの道が開き、ステージアトラクションクリア後は待ち受けているボスを倒すことによって次のステージアトラクションへ行くことが出来る。
モンバーンとゲームやボスとの対戦はのバリエーション豊かなミニゲームで、低年齢層でも気軽に遊ぶことが出来るが、ステージは雑魚キャラや仕掛けが多く難易度はやや高め。
本作の発売から約2年後にドラえもん役の大山のぶ代を始めとするメインキャストが降板したため、テレビ朝日版第1期の声優陣によるゲーム作品は今作が最後となった。

## ストーリー
夏休み最後の日、のび太は皆で遊びに行く話が持ち上がったが仲間はずれにされ、憤慨していた。のび太を宥めるため、ドラえもんはテーマパークのチケットを出す。
それはドラえもんが抽選で当てた、未来に出来た新しいテーマパークのプレオープンチケットだった。興味を持ったのび太は、しずかを誘いに行くが、いつもの通り、ジャイアン、スネ夫もやってくる。
「どら焼き100個をあげる」というスネ夫の甘言に乗せられチケットを渡すドラえもんに対して、のび太は立腹するが、しずかの説得で機嫌を直し、出発を決意。
皆の掛け声とともに、テーマパーク、ミニドランドでの夏休み最後の一日が始まる。

## 登場人物
- ドラえもん（声：大山のぶ代）
- のび太（声：小原乃梨子）
- しずか（声：野村道子）
- ジャイアン（声：たてかべ和也）
- スネ夫（声：肝付兼太）
- ミニドラ（声：佐久間レイ）
- モンバーン（声：桜井敏治）